# سانفورد اسپرینگز (آلاباما)
سانفورد اسپرینگز (به انگلیسی: Sanford Springs) یک منطقهٔ مسکونی در ایالات متحده آمریکا است که در شهرستان چروکی، آلاباما واقع شده‌است. سانفورد اسپرینگز ۱۸۵٫۰۲ متر بالاتر از سطح دریا واقع شده‌است.